# Atlético Clube Juventus

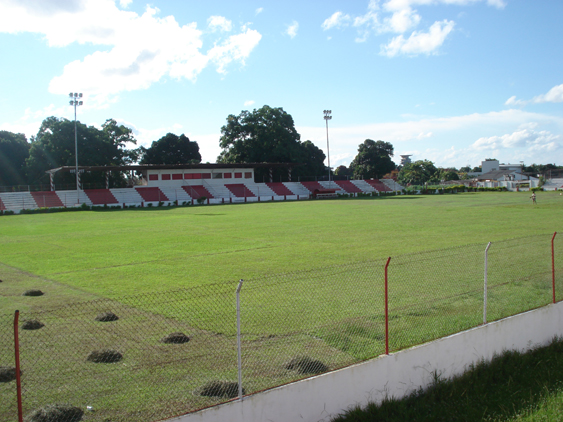
El Estadio José de Melo.

El Atlético Clube Juventus es un equipo de fútbol de Brasil que actualmente se encuentra inactivo.

## Historia
Fue fundado el 1 de marzo de 1966 en la ciudad de Rio Branco del estado de Acre por Elias Mansour Simão Filho, José Aníbal Tinôco, el padre Antônio Aneri, Dinah Gadelha Dias, Valter Félix de Souza y Iolanda Souza e Silva. El nombre del club fue propuesto por el padre Antônio Aneri, ya que era italiano y pensó en el nombre Juventus en relación con el Juventus FC, aunque sus colores se parecen más bien al Torino Calcio. Aneri fue elegido como el primer presidente del club.
En su primer año de existencia consiguió el título del Campeonato Acreano, y sus mejores años han sido en la década de los años 1980 en donde consiguió ocho títulos estatales y dos regionales del Torneo de Amazonia, aunque el club dejó el profesionalismo en 1996 por problemas financieros.
En 2003 el club vuelve a la actividad, logrando el título estatal en 2009, contabilizando 14 en total, con lo que es uno de los equipos más ganadores del Campeonato Acreano y el segundo más importante del estado de Acre.

### Competiciones nacionales
En 1990 participa por primera vez en la Copa de Brasil, donde fue eliminado por el Rio Negro de Manaus en penales. En 1996 vuelve a participar, con la diferencia de que en esta ocasión enfrentó al Cruzeiro EC de Belo Horizonte y fue eliminado por un marcador global de 1-5.
En 2007 regresa al torneo de copa nacional, donde fue eliminado en la primera ronda por el Atlético Mineiro con un global de 0-7.

## Rivalidades
Su principal rival es el Rio Branco Football Club, el club más importante del estado de Acre, en el partido que se le conoce como Pai e Filho. Se dice que a causa de esta rivalidad nació en Atlético Acreano.

## Palmarés

### Regional
- Torneio Integração da Amazônia (2): 1981, 1982

### Estatal
- Campeonato Acreano (14): 1966, 1969, 1975, 1976, 1978, 1980, 1981, 1982, 1984, 1989, 1990, 1995, 1996, 2009
- Torneo Inicio (10): 1967, 1969, 1973, 1976, 1979, 1984, 1988, 1989, 2003, 2012
- Torneo del Pueblo (1): 1978
- Copa Ciudad de Rio Branco (4): 1968, 1978, 1980, 1988

## Jugadores

### Jugadores destacados
- Dadao
- Elízio
- Adriano Louzada
- Jorge Jacaré
- Zito